# Thomas D. Schall
Thomas D. Schall (Reed City, 1878. június 4. – Washington, 1935. december 22.) az Amerikai Egyesült Államok szenátora (Minnesota, 1925–1935).